# Keskiluoto, Björneborg
Keskiluoto är en ö i Finland. Den ligger i sjön Enäjärvi och i kommunen Björneborg i den ekonomiska regionen  Björneborgs ekonomiska region  och landskapet Satakunta, i den sydvästra delen av landet, 230 km nordväst om huvudstaden Helsingfors. Öns största längd är 90 meter i öst-västlig riktning.